# Cambio de sexo (película)
Cambio de sexo es una película española dirigida por Vicente Aranda y protagonizada por Victoria Abril, se estrenó el 13 de mayo de 1977.

## Argumento
José María, un tímido joven de 17 años, es expulsado de su instituto, a pesar de ser un estudiante aplicado, debido a que su apariencia femenina le hace objeto de las burlas y el acoso del resto de los chicos. Esto enfurece a su padre que se propone convertirlo en un hombre. Para ello lo pone a trabajar como bracero en un caserío, y para completar su tratamiento se lo lleva con él a Barcelona de juerga masculina. En primer lugar van a un cabaret con espectáculos de estriptis donde José María queda impresionado al ver el desnudo integral de una mujer trans, Bibí Andersen. Allí se encuentran con Fanny, una conocida de su padre que alterna en el cabaret, a quien le encarga que desvirgue a su hijo. Pero cuando se quedan solos en una habitación y al verse presionado a practicar el sexo con una mujer, el chico se echa a llorar y la rechaza violentamente.
Decepcionado, su padre vuelve a llevarlo al caserío y le anuncia que al mes siguiente repetirán la experiencia hasta que consiga hacerle un macho. Entonces José María roba unas ropas de mujer y se escapa, poniendo rumbo de nuevo a Barcelona. Encuentra alojamiento en la pensión de la comprensiva doña Pilar y se pone a trabajar como peluquero, y a escondidas se viste de mujer tomando la identidad de María José. Cuando descubre un anuncio en el periódico diciendo que su familia le busca, manda una carta contando su paradero y diciendo que está bien. Poco después viene a visitarle su hermana, que siempre le ha apoyado, a la que le cuenta su secreto.
Gracias a su trabajo en la peluquería conoce a Bibí Andersen y se hacen amigos. En un arrebato tras sufrir un desengaño amoroso, José María intenta cortarse el pene con una navaja de afeitar, por lo que es ingresado en el hospital. Allí lo visita Bibí y se despide de él por un mes porque se va de viaje, pero antes le hace prometer que no volverá a cometer semejante locura. Al salir del hospital, José María regresa con su familia e intenta llevar una vida «normal».
Pero esta vida de fingimiento le agobia y regresa a Barcelona, donde se pone en contacto con Bibí, que acaba de llegar de Casablanca, donde se ha hecho una operación de cambio de sexo. Bibí le propone convertirse en vedette en el cabaret donde ella trabaja. Para ello se somete al tratamiento hormonal que inicia su cambio de sexo y a largas sesiones de ensayos de baile y canto, en las que se implica personalmente el señor Durán, el dueño del cabaret. Entre ambos surge un sentimiento amoroso que crea dificultades en la preparación artística por las inseguridades de ambos y además desata los celos de Bibí.
Finalmente debuta en el espectáculo con mucho éxito, Durán se decide a confesar su amor por ella y empiezan una relación. Entonces María José se decide a completar su cambio de sexo sometiéndose a una vaginoplastia en el extranjero.

## Reparto
| Intérprete                        | Personaje                           |
| --------------------------------- | ----------------------------------- |
| Victoria Abril                    | José María / María José             |
| Lou Castel                        | Durán                               |
| Bibiana Fernández (Bibi Andersen) | Bibí                                |
| Fernando Sancho                   | José Bou, padre de José María       |
| Rafaela Aparicio                  | Doña Pilar                          |
| Montserrat Carulla                | Madre de José María                 |
| Daniel Martín                     | Pedro                               |
| Maria Elías                       | Lolita, hermana mayor de José María |
| Rosa Morata                       | Fanny                               |
| Alfred Lucchetti                  | Médico                              |
| Mario Gas                         | Álvaro                              |
| José Gras                         | El chulo                            |
| Manuel Gas                        | Novio de Doña Pilar                 |
| Asunción Vitoria                  | Madre de Adela                      |
| Vicky Peña                        | Adela                               |
| Josep Castillo Escalona           | Cliente del restaurante             |
| Joan Borràs                       | Director del Instituto              |
| José Antonio Vilasaló             | Dr. Volpini                         |
| Juan Viñallonga                   | Juan                                |
| Víctor Petit                      | El borracho                         |
| Roser Cavallé                     | Locutora de radio                   |
| Joaquín Díaz                      | Voz epílogo                         |
| Francisco Garriga                 | Actor Tv- voz                       |
| Maria Jesús Lleonart              | Actriz Tv- voz                      |

## Contexto
Con la transición a la democracia en España se empiezan a tratar estos temas que hasta entonces habían sido tabú. En 1971 Jaime de Armiñán se había atrevido a insinuar el tema del cambio de sexo en la película Mi querida señorita, protagonizada por José Luis López Vázquez, pero fue esta película la que lo abordó por primera vez en España de forma explícita y sin tapujos.